# Painkiller: Battle out of Hell
Painkiller: Battle out of Hell – oficjalny, samodzielny dodatek do gry komputerowej z gatunku first-person shooter zatytułowanej Painkiller. Został stworzony i wydany przez te same firmy, które były odpowiedzialne za wersję podstawową. 
Dodatek zawiera składającą się z dziesięciu poziomów kampanię w trybie jednoosobowym i nowe tryby gry wieloosobowej. Silnik graficzny został poprawiony, a do arsenału bohatera dodano dwie nowe bronie. Fabularnie stanowi kontynuację finałowych wydarzeń z gry Painkiller, kiedy to główny bohater Daniel Garner pokonał władcę piekła Lucyfera, lecz okazało się, że jego miejsce zajął Alastor, którego Garner, jak sam sądził, zabił wcześniej w walce, lecz w rzeczywistości odesłał go tylko z powrotem do piekła. Garner, chcąc uchronić niebo przed planowaną przez Alastora inwazją podejmuje decyzję o dalszej walce z hordami demonów, prosząc jednocześnie Ewę o wskazanie mu położonych w znajdującym się między piekłem a niebem świecie miejsc, do których Alastor planuje wysłać stanowiące jego wojska demony. Po unicestwieniu demonów we wskazanych miejscach Garner dociera w końcu do samego Alastora, którego ostatecznie pokonuje w walce.